# Eleições municipais em São Luís em 1985
As eleições municipais em São Luís em 1985 ocorreram em 15 de novembro, como parte das eleições em 201 municípios situados nos 23 estados brasileiros e nos territórios federais do Amapá e Roraima. Esta foi a primeira eleição da Nova República e a primeira vez onde os ludovicenses escolheram seu prefeito pelo voto direto desde Epitácio Cafeteira, em 1965. Neste caso, foram eleitos a prefeita Gardênia Gonçalves e o vice-prefeito Jairzinho da Silva, ambos piauienses.
Nascida em Floriano, Gardênia Gonçalves casou-se com João Castelo em 1959, acompanhando sua trajetória como funcionário do Banco da Amazônia e depois político, visto que o mesmo exerceu dois mandatos de deputado federal antes de ser escolhido governador do Maranhão em 1978. Elevada ao posto de primeira-dama, foi presidente da Fundação Estadual do Bem Estar do Menor anos antes de eleger-se prefeita de São Luís pelo PDS, em 1985.
Nascido em Campo Maior, o radialista Jairzinho da Silva estreou na Rádio Clube de Teresina com o programa Debaixo do Pé do Cajueiro. Em São Luís ficou conhecido ao apresentar O Povo com a Palavra e trabalhou nas seguintes emissoras: Rádio Difusora, Rádio Educadora e Rádio Timbira. Filiado ao PDS, fez carreira política em São Luís, onde conquistou um mandato de vereador em 1982 e estava na Rádio Ribamar quando foi eleito vice-prefeito desta cidade em 1985. A seguir elegeu-se deputado estadual em 1986, embora tenha perdido a eleição para prefeito da capital maranhense em 1988.

## Resultado da eleição para prefeito
Foram apurados 168.624 votos nominais, assim distribuídos:
| Candidatos a prefeito de São Luís | Candidatos a vice-prefeito  | Número | Coligação                                   | Votação | Percentual |
| --------------------------------- | --------------------------- | ------ | ------------------------------------------- | ------- | ---------- |
| Gardênia Gonçalves PDS            | Jairzinho da Silva PDS      | 11     | Oposições Coligadas (PDS, PL, PDC, PJ, PSC) | 60.835  | 36,08%     |
| Jaime Santana PFL                 | Raimundo Nonato Cassas PFL  | 25     | Aliança Democrática (PFL, PCdoB, PTB, PS)   | 53.733  | 31,87%     |
| Jackson Lago PDT                  | Julião Amin PDT             | 12     | PDT (sem coligação)                         | 29.137  | 17,28%     |
| Haroldo Sabóia PMDB               | Helena Heluy PMDB           | 15     | PMDB, PSB, PCB                              | 20.226  | 11,99%     |
| Luís Soares PT                    | Luís Carlos Cintra PT       | 13     | PT (sem coligação)                          | 2.384   | 1,41%      |
| Emanoel Viana PMB                 | Antonia Galvão da Silva PMB | 26     | PMB (sem coligação)                         | 2.309   | 1,37%      |
| Fontes:                           |                             |        |                                             |         |            |